# Battaglia di Rivoli (1796)
La battaglia di Rivoli fu uno scontro avvenuto tra il 16 ed il 17 novembre 1796 tra le forze francesi del generale Vaubois e le forze austriache del generale Davidovich. Dopo le due vittorie austriache nei precedenti scontri, Davidovich si ripeté nuovamente, riuscendo a superare lo sbarramento francese sull'entrata della valle dell'Adige. Nonostante ciò, il pessimo tempismo gli impedì di ottenere alcun vantaggio dalla vittoria.

## Contesto storico
L'Armata d'Italia, dopo nemmeno un anno dall'arrivo di Napoleone Bonaparte al suo comando, era passata dall'essere una massa trasandata di soldati mal pagati ed affamati ad un efficiente e motivata macchina bellica: in pochi mesi avevano collezionato vittorie su vittorie, costringendo i piemontesi all'armistizio e cacciando gli austriaci dalla pianura Padana, con la sola roccaforte di Mantova in loro saldo possesso.
Già due volte, sotto il comando del feldmaresciallo Dagobert von Wurmser, le forze imperiali avevano tentato di liberare la città dall'assedio e riprendere la lotta per il possesso delle pianure del Nord Italia: la prima volta, ad agosto, riuscirono temporaneamente a sollevare l'assedio di Mantova, salvo essere sconfitti a Castiglione e costretti a riprendere la via per il Tirolo, mentre la seconda furono sconfitti a San Giorgio e costretti ad unirsi agli assediati.
Con l'unica armata austriaca bloccata a Mantova, i francesi avevano momentaneamente il controllo della pianura Padana. Gli austriaci, d'altro canto, non intendevano lasciare che questa situazione restasse invariata a lungo.

## Antefatti
Dopo aver nominato un nuovo comandante, Joseph Alvinczy e ricostruito per la terza volta il loro esercito, gli austriaci si preparavano a scendere nuovamente in Italia con il chiaro obiettivo di liberare la città di Mantova una volta per tutte. L'esercito di Alvinczy era diviso in due colonne: la prima colonna, di circa 30 000 uomini sotto il suo personale comando, stava scendendo attraverso il Friuli ed il Veneto mentre la seconda, composta da circa 19 000 uomini al comando di Davidovich, partiva dal Tirolo e sarebbe dovuta arrivare seguendo la valle dell'Adige.

Movimenti nella prima fase della campagna di Alvinczy

Una fortunata serie di eventi facilitò gli austriaci nei propri piani: avendo inconsapevolmente sottovalutato la portata della colonna di Davidovich, Napoleone aveva chiesto a Vaubois di attaccarlo nella val di Cembra, per tenerlo impegnato mentre il grosso dell'esercito francese attaccava l'altra colonna nei pressi di Bassano. Le forze di Davidovich, grandi quasi il doppio di quelle di Vaubois, riuscirono a respingere le divisioni francesi due volte nel giro di una settimana, prima in Val di Cembra e poi a Calliano, imboccando la strada della valle dell'Adige, la via più breve per giungere dal Tirolo verso Mantova.
I francesi, che in breve tempo si erano riorganizzati, tentarono di bloccare l'avanzata della colonna austriaca a Rivoli e Corona, sfruttando le barriere naturali fornite dal territorio montuoso nei dintorni della cittadina. Se avessero fallito, la colonna di Davidovich avrebbe tranquillamente potuto marciare indisturbata ed attaccare il principale corpo francese alle spalle, con esito potenzialmente disastroso.
La posizione di Vaubois, ritenuta critica, necessitava di rinforzi. Data la familiarità con il territorio, Massena  fu incaricato di allestire le difese nei dintorni di Rivoli. L'8 novembre, Massena inviò la mezza brigata di Joubert in supporto delle posizioni di Corona ed il giorno seguente fece piazzare l'artiglieria e scavare numerose trincee sia a Rivoli sia a Corona, rafforzando notevolmente la posizione. Davidovich, saputo dell'arrivo della divisione di Massena, preferì rimanere ad osservare lo sviluppo della vicenda senza intervenire direttamente. Nei giorni seguenti, Massena e la sua divisione vennero richiamati per combattere un'avanguardia di Alvinczy a Caldiero.
Il 15 novembre, seguendo le disposizioni di Napoleone, Vaubois iniziò a raggruppare i propri uomini a Rivoli, abbandonando le postazioni a corona. Inoltre, il giorno precedente, Napoleone aveva chiesto che una delle sue mezze brigate, quella di Guyeux, fosse mandata a Ronco,  riducendo ulteriormente il numero di uomini di Vaubois, passati da 10 500 a poco più di 6 000 in una settimana.

## La battaglia e bilancio

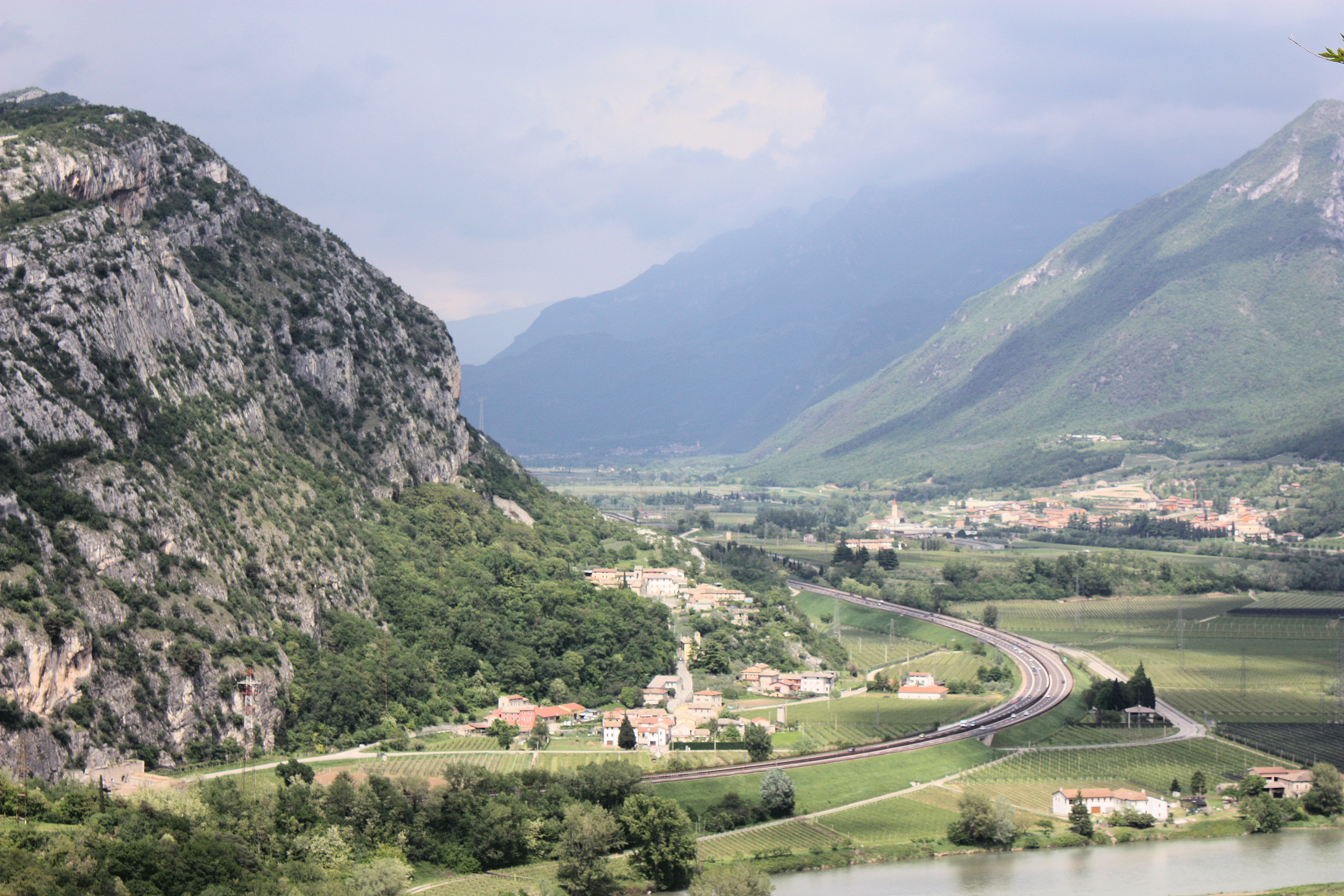
Valle dell'Adige a Rivoli Veronese oggi

Davidovich attaccò finalmente il 17 novembre, con il generale Ocskay che si muoveva dal Monte Baldo e il generale Vukassovich che avanzava dalla gola del fiume Adige. Gli austriaci conquistarono l'altopiano di Rivoli e respinsero costantemente i francesi, in inferiorità numerica. Infatti, le sue forze, ridotte a soli 6 000 uomini non potevano competere con quelle di Davidovich. Ancora una volta, come a San Michele, il fragile morale dell'85a linea crollò e il risultato fu un'altra disfatta della divisione di Vaubois. In questa occasione, i francesi persero 800 morti e feriti, 7 cannoni persi, più 1 000 catturati tra cui i generali di brigata Fiorella e La Valette.
Vedendo il nemico ritirarsi, Davidovich proseguì, catturando Bussolengo in giornata. Fu quindi una sconfitta totale quella che portò il generale Vaubois il 17 nei pressi di Castelnovo, dove Davidovitch lo seguì il 18.

## Conseguenze
La vittoria aveva finalmente permesso agli austriaci di portare anche la seconda colonna in pianura. Se le due forze fossero riuscite a coordinarsi, i francesi avrebbero faticato a respingerle. Questo, tuttavia, non avvenne: Davidovich si fermò tra Rivoli e Castelnuovo mentre a qualche decina di chilometri di distanza, Napoleone guidava i suoi uomini alla vittoria, dopo aver fallito nel superare la resistenza austriaca sul ponte di Arcole nei giorni precedenti.
Il generale francese stava proprio pensando di ritirarsi e adottare un'altra strategia quando arrivò un messaggio che confermava la permanenza della colonna di Davidovich nei pressi di Rivoli. La mancanza di visione strategica del generale austriaco, che non si mosse in tempo in soccorso delle forze impegnate ad Arcole, fu la chiave per il successo del piano di Bonaparte: investite tutte le proprie forze contro gli avversari, Napoleone riuscì ad entrare ad Arcole, scacciando gli austriaci e, cosa fondamentale, impedendo che le due colonne si unissero. 4 giorni dopo Arcole, Napoleone giunse con il grosso dell'esercito francese e scacciò Davidovich.
L'ultimo tentativo di Alvinczy di arrivare a Mantova avverrà due mesi dopo, nei primi giorni di gennaio del 1797, quando proprio a Rivoli, l'esercito austriaco tentò di forzare il blocco creato da Napoleone. In tale occasione, Joubert era subentrato a Vaubois.